# Carex jankowskii
Carex jankowskii là một loài thực vật có hoa trong họ Cói. Loài này được Gorodkov mô tả khoa học đầu tiên năm 1927.